# Tabanovce
Tabanovce (v makedonské cyrilici Табановце, albánsky Tabanoci) jsou vesnicí na severu Severní Makedonie. Administrativně spadají pod opštinu Kumanovo. Od města Kumanovo se nacházejí 8 kilometrů. Jsou známé také díky hraničnímu přechodu se Srbskem, a to jak silničním (dálničním), tak železničním.
V roce 2002 měly podle severomakedonského sčítání lidu celkem 910 obyvatel. Většina obyvatel je srbské národnosti, menšina pak Albánci a Makedonci.